# Nobu Chinen
Nobuyoshi Chinen (1961), mais conhecido como Nobu Chinen é um escritor, redator, pós-graduado em Docência para Ensino Superior pela Faculdade Oswaldo Cruz, doutor em Ciências da Comunicação pela Escola de Comunicações e Artes da Universidade de São Paulo pesquisador na área de história em quadrinhos, membro do Observatório de Histórias em Quadrinhos, da Comissão Organizadora do Troféu HQ Mix,  e professor universitário brasileiro.

## Biografia
Foi editor fanzine Clube do Mangá da Abrademi (Associação Brasileira de Mangá e Ilustração). Entre 1987 e 1989, manteve uma página semanal sobre histórias em quadrinhos chamada VuptVaptPum no jornal Valeparaibano de São José dos Campos. Como escritor teve com conto premiado e incluído na Primeira Antologia de Contos do Vale do Paraíba. Formado em Publicidade e Propaganda pela Universidade de Taubaté em 2013 apresentou a tese de doutorado O papel do negro e o negro no papel: representação e representatividade dos afrodescendentes nos quadrinhos brasileiros, colaborou com o site Universo HQ, é membro do Observatório de Histórias em Quadrinhos da Escola de Comunicações e Artes da Universidade de São Paulo e da Comissão Organizadora do Troféu HQ Mix, é professor de Comunicação das Faculdades Oswaldo Cruz e possui vários artigos e livros sobre histórias em quadrinhos.